# آگردا
آگردا (به اسپانیایی: Ágreda) نام شهری در استان سریا در ناحیه خودمختار کاستیا-لئون می‌باشد.